# Jerzy Teisseyre
Jerzy Henryk Karol Teisseyre (ur. 26 listopada 1902 we Lwowie, zm. 13 czerwca 1988) – polski inżynier, konstruktor lotniczy, profesor, porucznik Polskich Sił Powietrznych.

## Życiorys
Urodził się 26 listopada 1902 we Lwowie, w rodzinie Karola Wawrzyńca, profesora politechniki. Miał czterech braci. Uczył się w VIII Gimnazjum Realnym we Lwowie. Po wybuchu wojny polsko-ukraińskiej zgłosił się do służby w odrodzonym Wojsku Polskim. Walczył w szeregach 38 pułku piechoty. Został zdemobilizowany w stopniu kaprala i powrócił do kontynuowania nauki, w 1921 r. zdał egzamin maturalny. Rozpoczął studia na Wydziale Mechanicznym Politechniki Lwowskiej, od 1925 r. był zatrudniony w Wielkopolskiej Wytwórni Samolotów „Samolot”. W 1926 r. uzyskał dyplom inżyniera i został skierowany na staż do Francji, który odbył w zakładach produkujących silniki lotnicze: Gnome-Rhône, Lorraine-Dietrich oraz Hispano-Suiza. Uczestniczył też w zajęciach na Sorbonie obejmujących aerodynamikę i mechanikę lotu.
W 1928 r. powrócił do Polski, w Zakładach Mechanicznych E. Plage i T. Laśkiewicz objął stanowisko konstruktora w zespole Jerzego Rudlickiego. Pracował przy budowie samolotu Lublin R.XI, następnie z inż. Marianem Bartolewskim opracował dokumentację konstrukcyjną samolotu Lublin R.XII. Związał się z Lubelskim Klubem Lotniczym, gdzie opracował samolot LKL-2. W zakładach Plage & Laśkiewicz pełnił funkcję zastępcy szefa biura konstruktorskiego.
W lipcu 1930 r. objął stanowisko szefa biura obliczeniowego w Podlaskiej Wytwórni Samolotów, w jego zakresie obowiązków było również prowadzenie prób w jednym z pierwszych w Polsce tuneli aerodynamicznych. Prowadził prace nad badaniem PWS-11, PWS-12bis, PWS-6, PWS-20bis, PWS-21, PWS-24 oraz PWS-54. Ponadto angażował się w działalność sportową, został członkiem Klubu Lotniczego PWS, 18 sierpnia 1932 r. objął stanowisko jego prezesa. Interesował się zagadnieniem budowy wiatrakowców, publikując w 1933 r. w czasopiśmie „Skrzydlata Polska” dwa artykuły poświęcone temu zagadnieniu.
W 1932 został mianowany podporucznikiem rezerwy ze starszeństwem z 1 września 1931 i 558. lokatą w korpusie oficerów piechoty. W 1934, jako oficer rezerwy pozostawał w ewidencji Powiatowej Komendy Uzupełnień Warszawa Miasto III. Posiadał przydział do Oficerskiej Kadry Okręgowej Nr I. Był wówczas „reklamowany na 12 miesięcy”.
W 1934 r., wraz z inż. Augustem Bobkiem-Zdaniewskim, opatentował pionowe usterzenie samolotu, które można było opuszczać w locie. Poprawiało to właściwości lotne samolotu podczas wyprowadzania z korkociągu oraz zwiększało pole ostrzału tylnego strzelca. To rozwiązanie wzbudziło zainteresowanie zagranicą, pisano o nim w „Les Ailles", „Flugsport" i „Luftwehr".
Jesienią 1933 r. został zatrudniony w Państwowych Zakładach Lotniczych jako zastępca kierownika grupy konstrukcyjnej. Pracował przy budowie PZL-30. W 1935 r. został przeniesiony do zakładów LWS, gdzie pracował przy budowie samolotów LWS-3 Mewa oraz LWS-2.
Po wybuchu II wojny światowej został ewakuowany do Rumunii a następnie do Francji. Został zatrudniony w zakładach Dewoitine w Tuluzie. Po klęsce Francji przedostał się do Wielkiej Brytanii, gdzie został włączony do Polskiej Grupy Technicznej. Zajął się przygotowaniem kosztorysów budowy szybowców wojskowych zaprojektowanych przez inżynierów Wacława Czerwińskiego i Zygmunta Cymę. W Polskich Siłach Powietrznych nadano mu numer służbowy RAF P-0312 oraz stopień porucznika. Otrzymał przydział jako oficer techniczny.
W 1941 r. trafił do grupy polskich konstruktorów lotniczych, których przeniesiono do Turcji do pracy w zakładach Türk Hava Kurum Ucak Fabrikasi w Etimesgut. Został szefem biura konstrukcyjnego, pod jego kierunkiem wykonano pięć projektów: cztery samoloty (THK-2, THK-5, THK-10, THK-11) i jeden szybowiec (THK-1). Dodatkowo na politechnice w Stambule prowadził wykłady z budowy i mechaniki lotu.
Po zakończeniu działań wojennych zdecydował się we wrześniu 1946 r. na powrót do Polski. Został zatrudniony w Wytwórni Sprzętu Komunikacyjnego Wrocław – Psie Pole. Objął stanowisko szefa produkcji a następnie kierownika samodzielnej grupy konstrukcyjnej wydzielonej z Centralnego Studium Samolotów. Członkowie tej grupy opracowali dokumentację seryjną samolotu Junak-2 oraz łoże silnika Praga D. Ponadto grupa przygotowała projekt samolotu CSS-242M, który miał być silnikową wersją szybowca Gotha Go 242.
Na Wydziale Mechanicznym Politechniki Wrocławskiej prowadził wykłady z budowy samolotów, aerodynamiki, mechaniki lotu i statyki konstrukcji lotniczych. W grudniu 1949 r. został dziekanem Wydziału Lotniczego Politechniki Wrocławskiej. W 1955 r. otrzymał tytuł docenta, w 1956 r. został doradcą naukowym Wytwórni Sprzętu Komunikacyjnego w Mielcu. W 1957 r. otrzymał tytuł profesora nadzwyczajnego. W latach 1964–1966 pracował na Uniwersytecie Technicznym w Kumasi jako wykładowca. Powrócił na Politechnikę Wrocławską, gdzie kierował zakładem pojazdów samochodowych, w 1968 r. został mianowany profesorem. Na emeryturę przeszedł w 1973 r., ale nadal w ograniczonym stopniu wykładał na politechnice.
Zmarł 13 czerwca 1988 r. i został pochowany na cmentarzu Świętej Rodziny na Sępolnie.
Był żonaty z Barbarą Dyczewską, z którą miał syna Jerzego.